# Jan Jakubowski (duchowny)
Jan Jakubowski (ur. 6 grudnia 1939 w Tarnogórze zm. 26 października 2016 w Łańcucie) – polski duchowny rzymskokatolicki.

## Życiorys
Urodził się 6 grudnia 1939 w Tarnogórze. Święcenia kapłańskie przyjął 21 czerwca 1964 w katedrze w Przemyślu.
Wikariusz w parafiach: Chłopice, Brzóza Królewska, Hoczew i Trzciana. W latach 1968–1971 pracował na ziemiach odzyskanych, by pomóc w pracy parafialnej w diecezji gorzowskiej, która w tym czasie borykała się z małą ilością kapłanów i powołań kapłańskich. Po powrocie do diecezji przemyskiej pełnił funkcję wikariusza w parafii Trześń (1971), a następnie pracował jako proboszcz w parafiach: Hoczew (1972-1978), Węglówka (1978-1980) oraz Sonina (1980-2010).
Był inicjatorem i organizatorem budowy kościoła św. Józefa w Nowosiółkach, który powstał w ciągu jednej nocy, z 1 na 2 sierpnia 1975, wbrew ówczesnej władzy, która nie chciała wydać pozwolenia na budowę kościoła. 
W 1988 w Soninie przystąpił do budowy nowego kościoła. Kamień węgielny w 1989 poświęcił biskup Ignacy Tokarczuk, a kościół 23 czerwca 1991 został poświęcony przez bp. Frankowskiego. Po przejściu na emeryturę pozostał na terenie parafii Sonina, gdzie pomagał na miarę swoich sił i zdrowia.
Zmarł 26 października 2016. Został pochowany na cmentarzu parafialnym w Soninie 29 października 2016.

## Działalność opozycyjna
Na początku lat 80. ks. Jakubowski zaangażował się w działalność opozycyjną. Po 13 grudnia 1981 plebania stała się miejscem spotkań opozycji solidarnościowej. Ksiądz Jakubowski ukrywał poszukiwanych przez SB opozycjonistów, przechowywał podziemną prasę, prowadził działalność charytatywną.
W lipcu 1982 podczas odbywającego się spotkania na plebanię wtargnęła MO, zarekwirowano powielacz, a uczestników zatrzymano i przesłuchiwano.
W lutym 1983 odprawił mszę św. w rocznicę podpisania porozumień rzeszowsko-ustrzyckich. Był inicjatorem utworzenia Bractwa Trzeźwości i twórcą Ośrodka Duszpasterstwa Rolników Indywidualnych w Soninie. Organizował na plebanii spotkania działaczy Solidarności Rolników Indywidualnych i Solidarności. Organizował comiesięczne spotkania opozycjonistów i prelekcje na tematy historyczne i związane z ówczesna sytuacją polityczną, które  gromadziły ok. 100 osób z Soniny, Łańcuta, Rzeszowa, Krosna, Sokołowa, Leżajska, Jarosławia. Z 14/15 VII 1984 tzw. nieznani sprawcy zatruli studnię i wymalowali swastyki na ścianach plebanii.
Ksiądz Jakubowski był kaznodzieją Duszpasterstwa Ludzi Pracy diecezji przemyskiej, współorganizatorem i uczestnikiem tzw. Marszy Trzeźwości z Soniny do Warszawy, które były faktycznie pielgrzymkami do grobu ks. Jerzego Popiełuszki. W październiku 1986 organizował spotkania na plebanii dotyczące podjęcia jawnej działalności przez Tymczasową Radę Regionalną NSZZ „S”.
Ksiądz Jakubowski za swoją działalność był wielokrotnie wzywany na rozmowy ostrzegawcze przez SB, inwigilowany w ramach specjalnej operacji o  kryptonimie „Pasterz” założonej w związku z działalnością Duszpasterstwa Rolników Indywidualnych w lutym 1984 przez Wydział IV SB WUSW w Rzeszowie.

## Odznaczenia
- Krzyż Kawalerski Orderu Odrodzenia Polski (2011)[5][6]